# Jonathan Battishill
Jonathan Battishill (Londres, maig de 1738 - Islington, 10 de desembre de 1801) fou un compositor, organista i clavicembalista anglès.
Mestre al cèmbal del teatre del Covent Garden, s'enamorà perdudament de la cantant Elizabeth Davies, amb la qual va contraure matrimoni, enviduant el 1775. L'immens dolor que li causà aquella pèrdua, fou causa perquè s'entregues a la beguda i a tota classe de desordres, que acabaren per causar-li la mort.
En col·laboració amb Arne escriví l'òpera Almena (1764), que no va obtenir cap èxit, malgrat gaudir d'una excel·lent partitura, segons el doctor Busby, se'l hi deuen, alguns himnes religiosos i dues col·leccions de peces de música de distintes classes.